# Ignaz Schön (Politiker, 1882)
Ignaz Schön (* 1882 in München; † 1957) war ein deutscher Jurist und Kommunalpolitiker der SPD.

## Werdegang
Schön studierte Rechts- und Staatswissenschaften und schloss mit Promotion ab. Er war als Rechtsanwalt tätig, bevor er 1922 zum berufsmäßigen Stadtrat (Rechtsrat) der Stadt Schweinfurt ernannt wurde. Im Mai 1946 wurde er für die SPD zum Oberbürgermeister gewählt und blieb bis 1955 im Amt.

## Ehrungen
- 1956: Großes Verdienstkreuz der Bundesrepublik Deutschland